# Konstantin von Tischendorf

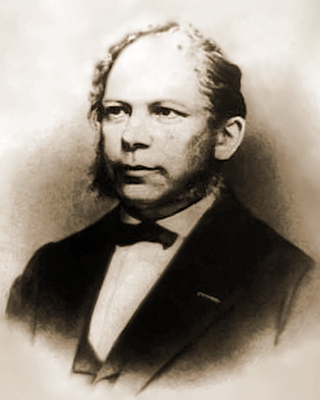
Konstantin von Tischendorf

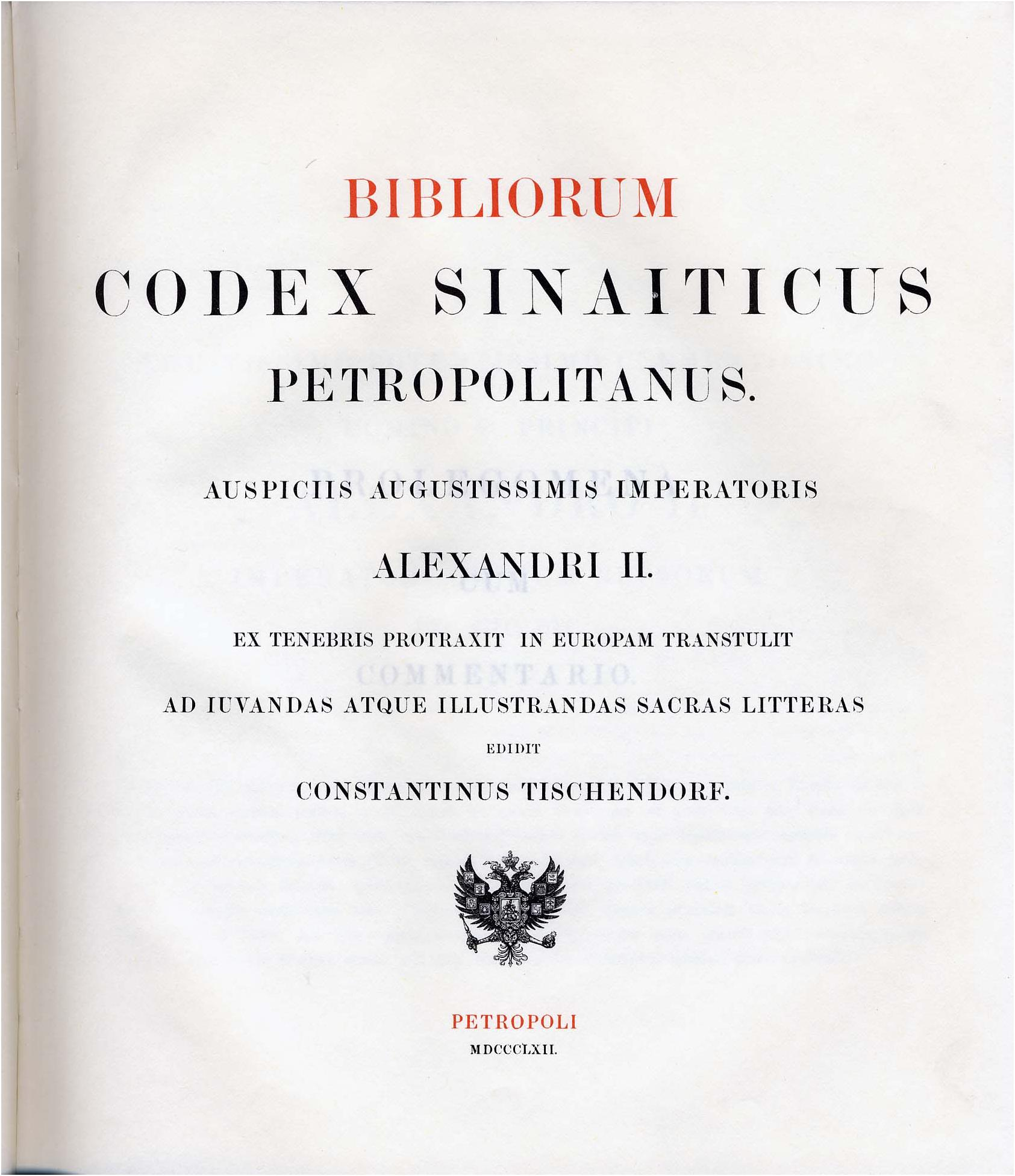

Lobegott Friedrich Konstantin von Tischendorf (Lengenfeld (in het huidige Saksen (deelstaat)), 18 januari 1815 - Leipzig, 7 december 1874) was een Duitse lutherse theoloog en Bijbelwetenschapper.
Hij was lid van de theologische faculteit van de universiteit van Leipzig en is vooral bekend omdat hij het bestaan van de Codex Sinaiticus (in het Katharinaklooster in de Sinaï) in het Westen bekend maakte.
Tischendorf ontdekte daarnaast nog een aantal andere Bijbelse handschriften en verzorgde een kritische tekst van het Nieuwe Testament, die nog steeds van belang wordt geacht. Zo ontdekte hij in de Codex Ephraemi Rescriptus een vijfde-eeuwse Bijbeltekst onder een heiligenleven van Efrem de Syriër uit de twaalfde eeuw. Tischendorf ontdekte tevens de eerste Griekse tekst van de Openbaring van Paulus. In 1866 publiceerde hij een editie daarvan die tot in de eenentwintigste eeuw als gezaghebbend beschouwd wordt.
Tischendorf werd vanwege zijn werkzaamheden in 1869 in de adelstand verheven.